# 马尔茨
马尔茨是奥地利布尔根兰州马特斯堡县的一个市镇。总面积17.41平方公里，总人口2044人，人口密度120人/平方公里（2016年）。